# Gränsövergången Bornholmer Strasse

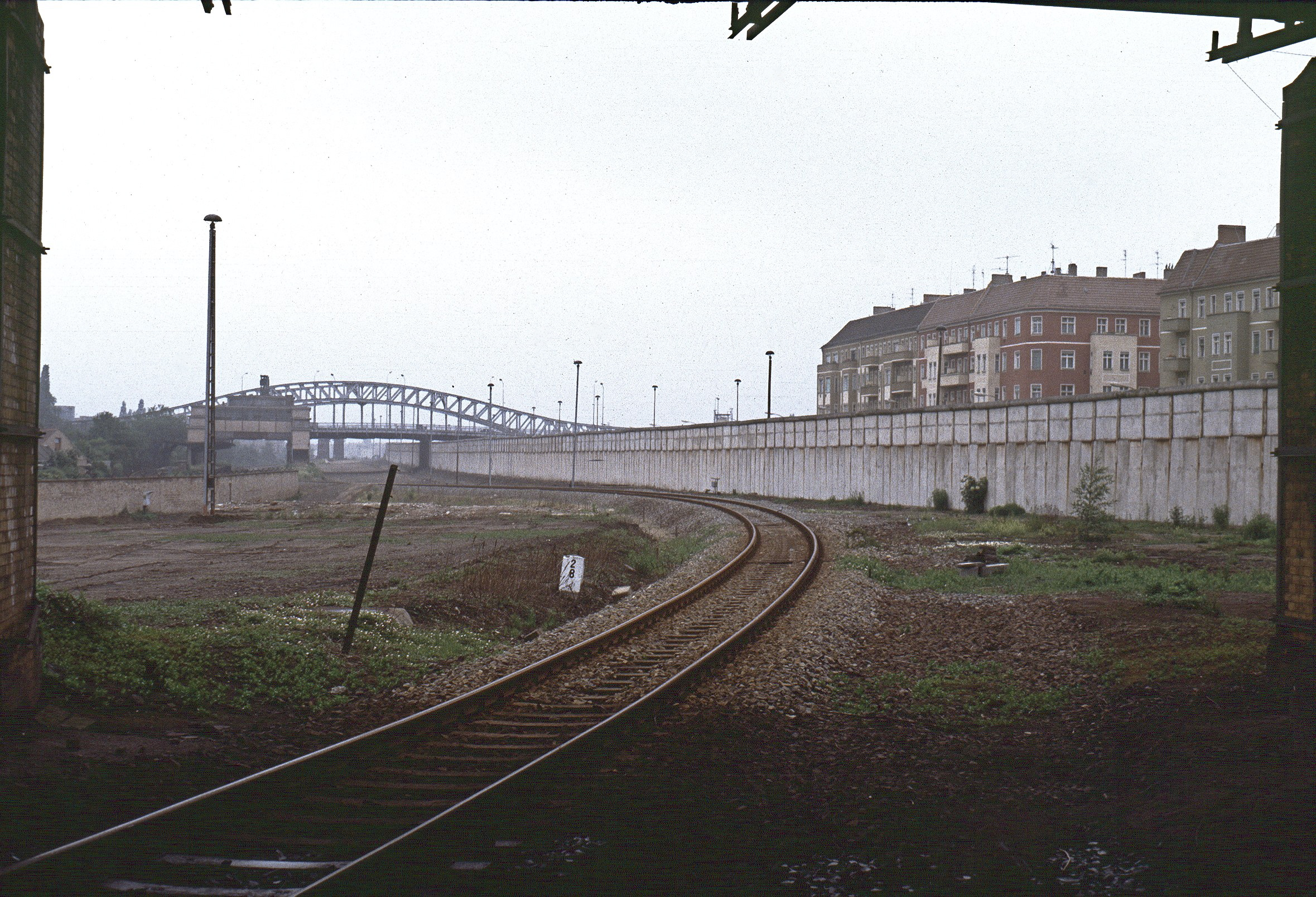
Vy i riktning mot gränsövergången Bornholmer Strasse vid Bösebrücke, 1988.

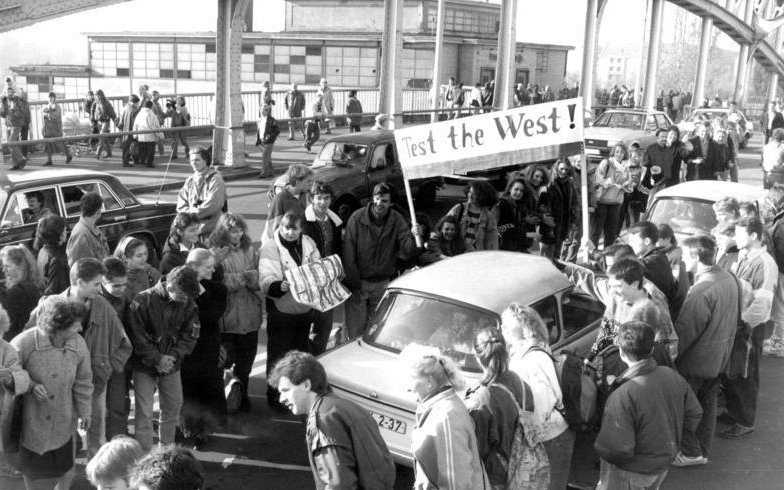
Skolelever från Västberlin välkomnar inresande östtyskar vid gränsövergången Bornholmer Strasse den 10 november 1989, dagen efter att muren öppnats.

Gränsövergången Bornholmer Strasse (tyska: Grenzübergang Bornholmer Straße) var en gränsövergång mellan Väst- och Östberlin som existerade från 1961 till 1990. Gränsövergången var belägen vid Bornholmer Strasse, på gränsen mellan den franska och den sovjetiska ockupationssektorn, mellan stadsdelsområdena Wedding och Pankow. Denna övergång fick uteslutande användas av fotgängare med östtyskt respektive västtyskt medborgarskap.

## Öppnandet av Berlinmuren 9 november 1989
Bornholmer Strasse var den första plats där Berlinmuren öppnades den 9 november 1989. En folkmassa hade samlats under kvällen, efter att SED-politikern Günter Schabowski i TV av misstag meddelat att ett kommande införande av generösare regler för utresevisum skulle gälla omedelbart. Det lokala befälet, Stasi-överstelöjtnanten Harald Jäger, försökte först inhämta besked från sina överordnade om hur den stora folkmassan skulle hanteras, men inget besked kom. Vid 21:20 började man släppa igenom enstaka östtyska resenärer vars pass då stämplades som ogiltiga. Folkmassan fortsatte att växa under kvällen. Klockan 23:20 beslutade Jäger att låta öppna gränsövergången för fri passage, för att minska trycket från folkmassan, och därmed hade Berlinmuren i praktiken fallit. Under den följande timmen strömmade omkring 20 000 människor genom gränskontrollen, och vid midnatt öppnades gränskontrollerna även i andra delar av Berlin, efter att Jäger meddelat att han öppnat bommarna.
Vid den tidigare platsen för gränskontrollen finns idag minnesplatsen Platz des 9. November 1989, med konstverk och informationstavlor till minne av Berlinmurens fall.